# Infinite (альбом Stratovarius)
Infinite — восьмой студийный альбом финской пауэр-метал-группы Stratovarius, вышедший в 2000 году.

## Список композиций
Вся музыка — Толкки, кроме № 5 — Йоханссон. Все тексты — Котипелто/Толкки.
| №  | Название                     | Длительность |
| -- | ---------------------------- | ------------ |
| 1. | «Hunting High and Low»       | 4:08         |
| 2. | «Millennium»                 | 4:09         |
| 3. | «Mother Gaia»                | 8:18         |
| 4. | «Phoenix»                    | 6:13         |
| 5. | «Glory of the World»         | 4:53         |
| 6. | «A Million Light Years Away» | 5:19         |
| 7. | «Freedom»                    | 5:03         |
| 8. | «Infinity»                   | 9:22         |
| 9. | «Celestial Dream»            | 2:31         |

| №   | Название                              | Длительность |
| --- | ------------------------------------- | ------------ |
| 10. | «Neon Light Child»                    | 5:06         |
| 11. | «Hunting High and Low» (Demo Version) | 4:18         |
| 12. | «Millennium» (Demo Version)           | 4:08         |

| №   | Название          | Длительность |
| --- | ----------------- | ------------ |
| 10. | «What Can I Say?» | 5:10         |

| №  | Название               | Длительность |
| -- | ---------------------- | ------------ |
| 1. | «Why Are We Here»      | 4:43         |
| 2. | «It’s a Mystery»       | 4:04         |
| 3. | «CD-ROM Bonus» (Видео) |              |

| №  | Название                 | Длительность |
| -- | ------------------------ | ------------ |
| 1. | «It’s a Mystery»         | 4:04         |
| 2. | «Keep the Flame»         | 2:47         |
| 3. | «Phoenix» (Demo Version) | 6:13         |

## Позиции в чартах
| Страна    | Высшая позиция | И.    |
| --------- | -------------- | ----- |
| Германия  | 28             | [ 7 ] |
| Греция    | 32             | [ 7 ] |
| Финляндия | 1              | [ 7 ] |

## Участники записи
- Тимо Котипелто — вокал
- Тимо Толкки — гитара
- Яри Кайнулайнен — бас-гитара
- Йенс Юханссон — клавишные
- Йорг Михаэль — ударные